# Přimdský les
Přimdský les je geomorfologický podcelek ve střední části Českého lesa v okrese Tachov a okrese Domažlice v Plzeňském kraji.

## Vymezení území
Větší, severní část Přimdského lesa leží v okrese Tachov, nepatrná část území na jihu zasahuje do okresu Domažlice. Západní hranici Přimdského lesa tvoří státní hranice s Německem. Na německém území na něj navazuje Hornofalcký les (německy Oberpfälzer Wald). Nejsevernější okraj je na státní hranici s Německem, západně od Tachova. Nejjižnější okraj se nachází západně od Bělé nad Radbuzou, nejvýchodnější leží východně od Přimdy.

## Přírodní poměry

### Geomorfologické členění
Na českém území sousedí Přimdský les (označení 1A-1C) na východě s  geomorfologickým celkem Podčeskoleská pahorkatina.
Podrobné dělení včetně okrsků je uvedené v tabulce.
| Geomorfologické členění Českého lesa                                                 | Geomorfologické členění Českého lesa | Geomorfologické členění Českého lesa |
| ------------------------------------------------------------------------------------ | ------------------------------------ | --- |
| ČESKÁ VYSOČINA • Šumavská subprovincie • Českoleská oblast                           |                                      | |
| ČERCHOVSKÝ LES                                                                       | Haltravská hornatina                 | Čerchovský hřbet (Čerchov, 1042 m) Smrčský hřbet (Dlouhá skála, 969 m) Bučinsko-černovršský hřbet (Bučina, 860 m) Haltravský hřbet (Škarmanka, 888 m) Staroherštejnský hřbet (Starý Herštejn, 878 m) Modřínovecká vrchovina (Na skále, 691 m) |
| ČERCHOVSKÝ LES                                                                       | Nemanická vrchovina                  | Lískovecká vrchovina (Nad Zámečkem, 721 m) Plešská hornatina (Velký Zvon, 862 m) |
| ČERCHOVSKÝ LES                                                                       | Ostrovská vrchovina                  | Šidlákovská vrchovina (Pivoňské hory, 756 m) Bystřická vrchovina (Výšina, 708 m) |
| KATEŘINSKÁ KOTLINA                                                                   | nečlení se                           | nečlení se (Bukáč, 571 m) |
| PŘIMDSKÝ LES                                                                         | Málkovská vrchovina                  | Málkovský hřbet (Přimda, 848 m) Novoveská pahorkatina (bezejmenný, 660 m) Velkodvorská pahorkatina (Lískovský vrch, 710 m) |
| PŘIMDSKÝ LES                                                                         | Plešivecká vrchovina                 | Hoštěcká vrchovina (Plešivec, 766 m) Pastvinská vrchovina (Rozsocha, 758 m) |
| PŘIMDSKÝ LES                                                                         | Havranská vrchovina                  | Tetřeví vrchovina (Havran, 894 m) Pavlostudenecká vrchovina (Studenecký, 798 m) Sečská vrchovina (Seč, 773 m) |
| PŘIMDSKÝ LES                                                                         | Rozvadovská pahorkatina              | Žebrácká pahorkatina (Březový vrch, 625 m) Lučinská pahorkatina (Peklo, 715 m) |
| DYLEŇSKÝ LES                                                                         | Žďárská vrchovina                    | nečlení se (Na Výšině, 789 m) |
| DYLEŇSKÝ LES                                                                         | Tišinská vrchovina                   | Hřebínecká pahorkatina (Hraniční vrch, 731 m) Holinská vrchovina (Tišina, 792 m) Pekelská pahorkatina (654 m) |
| DYLEŇSKÝ LES                                                                         | Třísekerská pahorkatina              | Kamenišťská pahorkatina (Kameniště, 719 m) Krásenská pahorkatina (680 m) |
| DYLEŇSKÝ LES                                                                         | Dyleňská hornatina                   | Dyleňsko-čupřinský hřbet (Dyleň, 940 m) Vysocká vrchovina (770 m) Paličská pahorkatina (660 m) |
| PROVINCIE • Subprovincie • Oblast / Celek / PODCELEK • Okrsek • Podokrsek • (vrchol) |                                      | |

### Významné vrcholy
Nejvyšším bodem je vrchol kopce Havran s nadmořskou výškou 894 m Leží v Havranské vrchovině necelých 300 metrů od státní hranice s Německem. Na jeho vrcholu stálo až do roku 2013 torzo chátrající vojenské věže, která sloužila v době studené války jako hláska protiletecké obrany a stanoviště radiotechnického průzkumu Československé lidové armády. V průběhu roku 2013 byla přestavěna na rozhlednu. Významným vrcholem je Přimda s nadmořskou výškou 848 m. Na jejímž vrcholu stojí zřícenina stejnojmenného hradu.

### Geologie
Území se rozkládá v Českého masivu a nachází se v geologické jednotce moldanubiku. Převládajícími horninami jsou pararuly, migmatity a žuly.

### Vodstvo
Územím prochází rozvodí Severního moře a Černého moře. Rozvodí Severního moře je reprezentováno částí Mže, v rozvodí Černého moře to jsou Celní potok (německy Zottbach) nebo Hraniční potok (německy Rehlingbach). Na Mži se nachází vodní nádrž Lučina.

## Ochrana přírody
Většina území leží v CHKO Český les.
V Přimdském lese se nachází několik maloplošných chráněných území.
Z národních přírodních památek to je:
- Na požárech

Z přírodních rezervací to jsou: 
- Farské bažiny
- Pavlova Huť
- Podkovák
- Přimda
- Křížový kámen
- Ostrůvek

Z přírodních památek to jsou:
- Niva Bílého potoka
- Šelmberk
- Na Kolmu
- Prameniště Kateřinského potoka
- Milov
- Maršovy Chody

## Sídla
Území Přimdského lesa je pro svoji odlehlost řídce osídlené. Mezi větší sídla patří město Přimda a obce Halže, Lesná a Rozvadov. Mnohé vesnice při státní hranici s Německem zanikly po druhé světové válce po odsunu německého obyvatelstva a vytvoření hraničního pásma v padesátých letech dvacátého století. Zmínit lze například Pavlův Studenec, ve kterém žilo při sčítání lidu v roce 1921 celkem 846 obyvatel. V roce 1869 zde žilo 1 007 obyvatel.

## Galerie

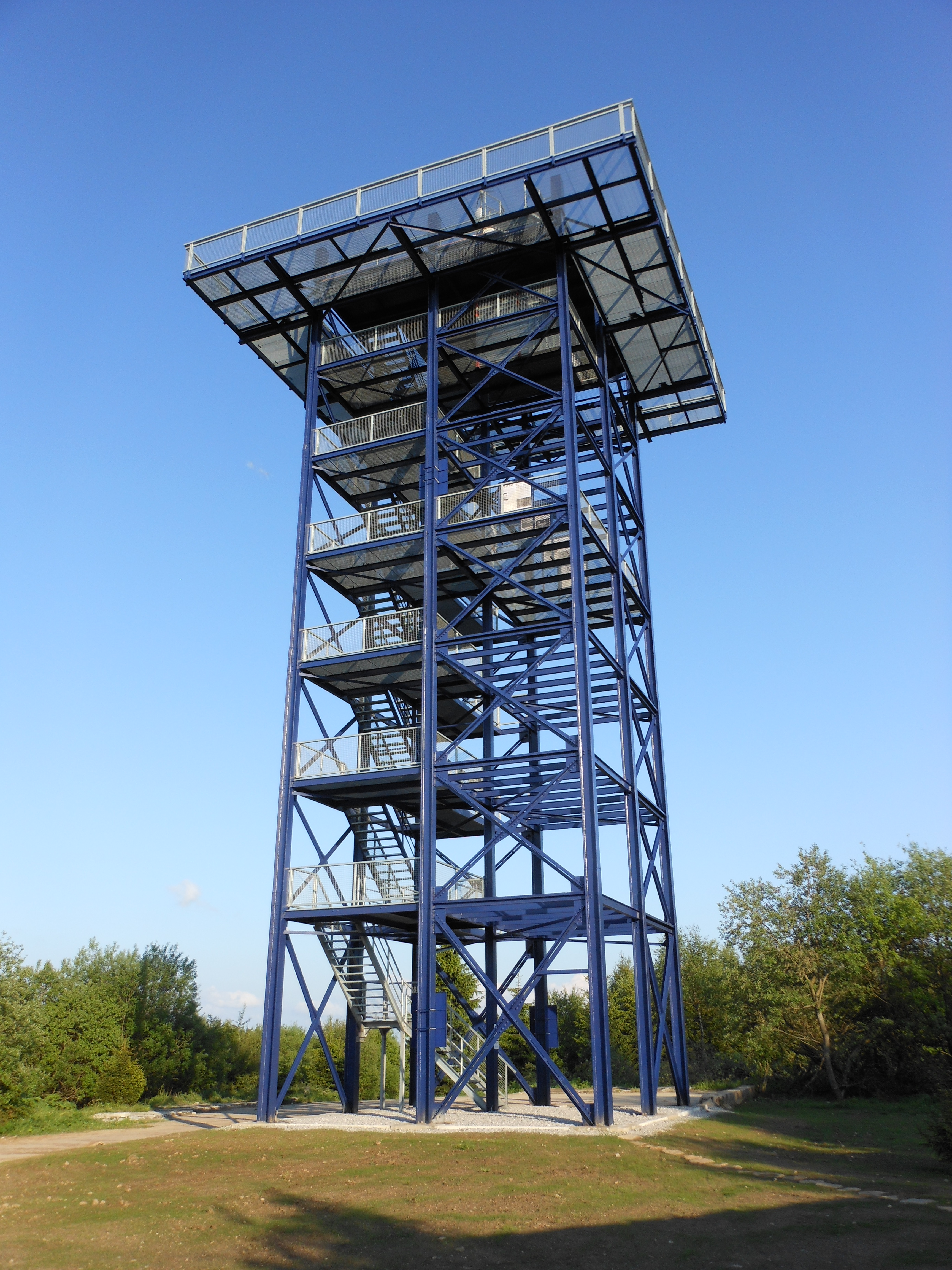
Rozhledna Havran – bývalá vojenská věž
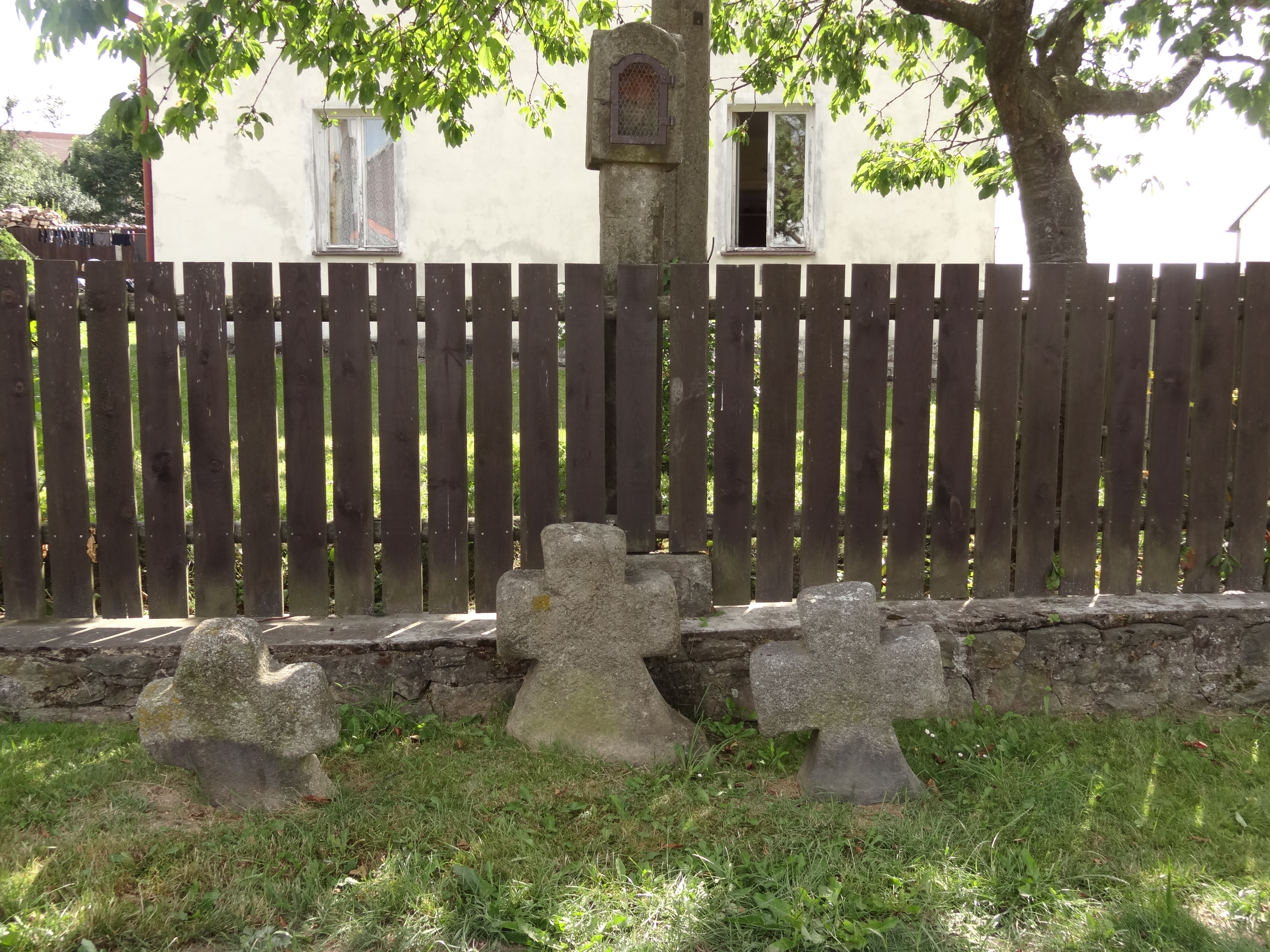
Soubor tří smírčích křížů v Přimdě
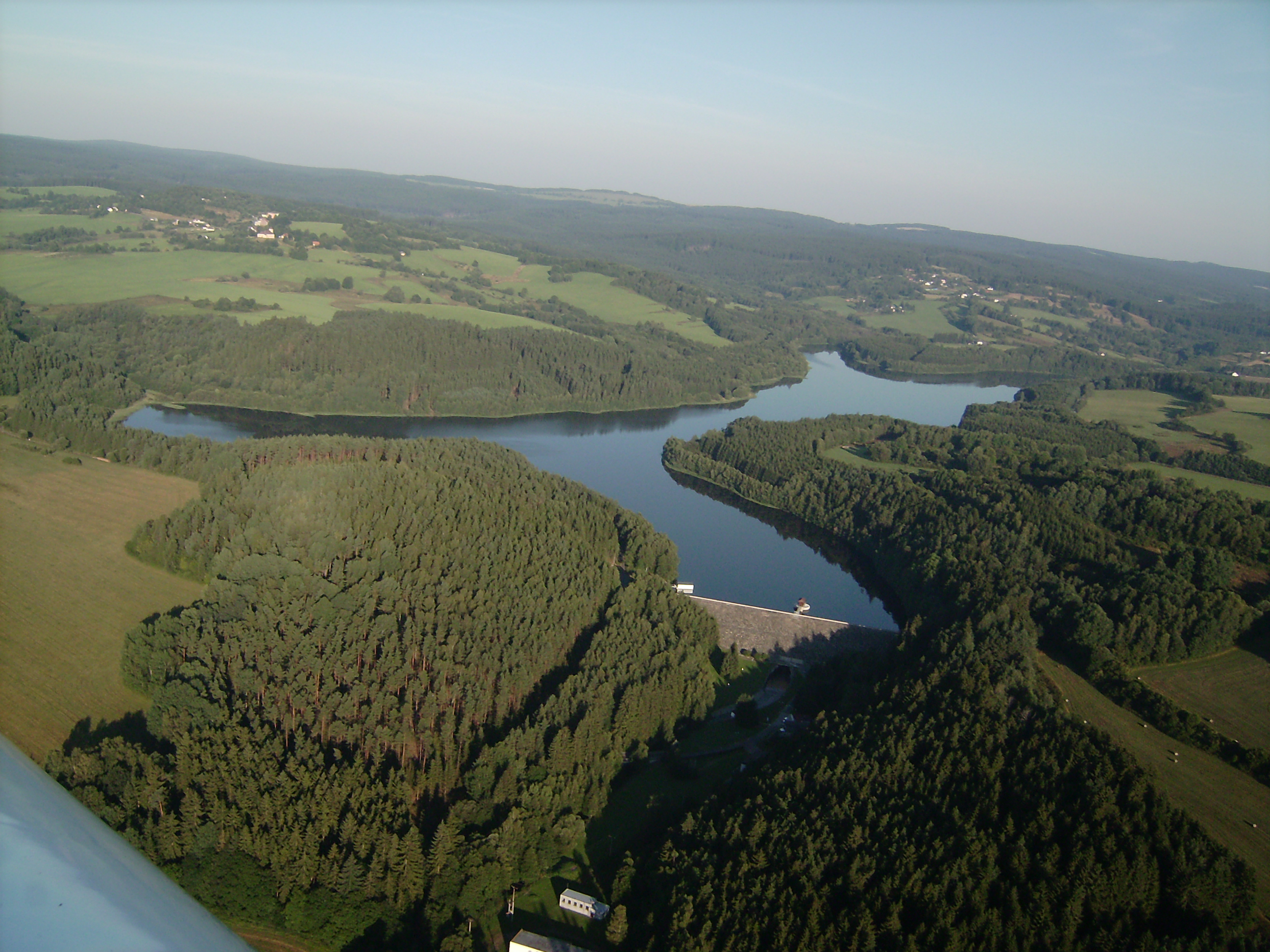
Vodní nádrž Lučina
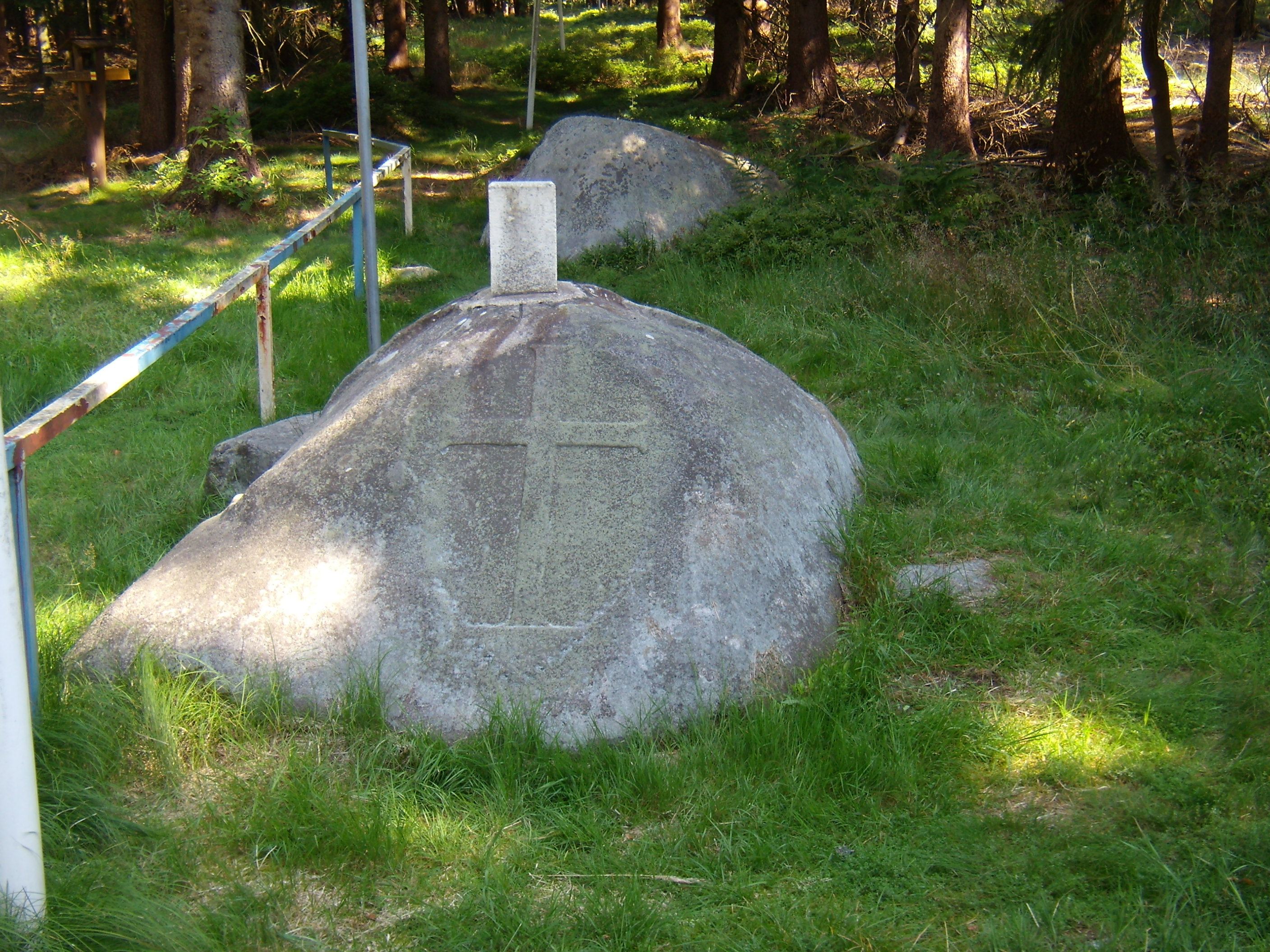
Přírodní rezervace Křížový kámen
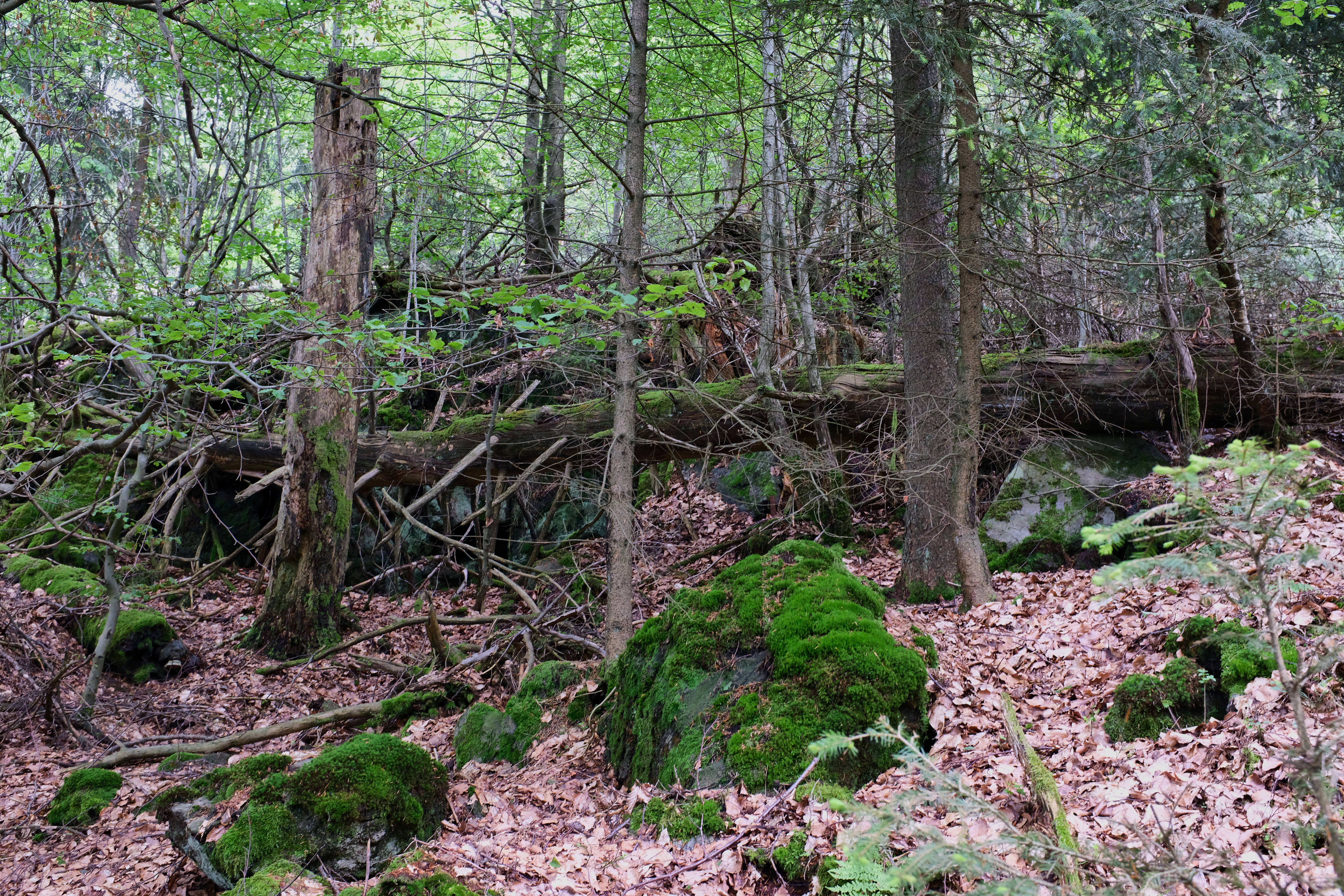
Přírodní rezervace Přimda